# HKm Zvolen
Pour les articles homonymes, voir HKM.
Le HKm Zvolen (Hokejový klub mesta Zvolen) est le club de hockey sur glace de la ville de Zvolen en Slovaquie. L'équipe évolue dans l'Extraliga, plus haute division slovaque et a remporté la Coupe continentale en 2005.

## Historique
Fondé en 1936, sous le nom de ZTK Zvolen, l'équipe rejoint, à la suite de la partition de la Tchécoslovaquie en 1993,  l'Extraliga slovaque. En 2001, l'équipe remporte son premier titre de champion de Slovaquie et trois saisons plus tard, elle remporte la Coupe continentale.

### Classement
Cette section reprend depuis 1993, le classement de l'équipe.
- 1993-94 - 10e place
- 1997-98 - 5e place
- 1998-99 - 4e place
- 1999-00 - 2e place
- 2000-01 - 1re place.
- 2001-02 - 2e place
- 2002-03 - 3e place
- 2003-04 - 2e place
- 2004-05 - 2e place
- 2005-06 - 5e place
- 2006-07 - 4e place

## Palmarès
- Vainqueur de l'Extraliga : 2001, 2013, 2021.
- Vainqueur de la 1.liga : 1997.
- Vainqueur de la Coupe Continentale : 2005.